# TSG Irlich
Die TSG Irlich 1882 e. V. ist ein deutscher Sportverein mit Sitz in der Stadtteil Irlich der rheinland-pfälzischen Stadt Neuwied im gleichnamigen Landkreis.

## Vorgängervereine
Im Jahr 1882 wurde der TV Irlich gegründet. Ab 1922 kam zu diesem bislang reinen Turnverein auch noch eine Handball-Abteilung dazu.
Der Spiel und Sportverein Irlich wurde im Jahr 1910 von ein paar Fußballspielern gegründet, diese spielten dann nach der Gründung auch immer wieder gegen benachbarte Mannschaften. Erst ab dem Jahr 1919 nahm der Verein am geregelten Spielbetrieb teil. Hier begann schließlich ein schneller Aufstieg. Im Jahr 1920 wurde man Meister der C-Klasse und konnte dies in der nächsten Spielzeit in der B-Klasse noch einmal wiederholen. Nach der Saison 1923 wurde man dann zwar nur Vizemeister in der A-Klasse, jedoch reichte dies für den Aufstieg in die Bezirksliga.

## Geschichte

### Gründung und Zweiter Weltkrieg
Durch ein Dekret entstand dann unter Druck der Nationalsozialisten am 4. September 1938 aus dem Sportverein und dem Turnverein die heute noch existente Turn- und Sportgemeinde Irlich. Für die Fußball-Mannschaft ging es dann von der Bezirksliga in die Kreisliga und bis 1942 dann sogar in die 1. Kreisklasse. Durch den fortschreitenden Zweiten Weltkrieg kam der Spielbetrieb jedoch im Jahr 1944 erst einmal komplett zum Erliegen.

### Nachkriegszeit
Nach dem Ende des Krieges nahm die erste Mannschaft dann bereits 1946 wieder am Spielbetrieb teil, zu diesem Zeitpunkt noch unter dem Namen SG Irlich. Eine erste offizielle Mitgliederversammlung wurde erst am 20. Juli 1947 wieder genehmigt. In der Saison 1948/49 gelang es erstmals nach dem Krieg wieder die Meisterschaft zu gewinnen. Somit durfte die Mannschaft in die Bezirksliga aufsteigen, wo die Mannschaft gleich in der ersten Saison auf dem dritten Platz landete. Durch die Einführung einer dritten Landesliga Staffel zur Saison 1950/51 reichte jedoch dieser dritte Platz für einen Aufstieg in die zu dieser Zeit zweitklassige Liga. Mit 26:34 Punkten konnte hier dann auch die Klasse gehalten werden. Nach der Saison 1951/52 wurde dann jedoch die nun drittklassige Amateurliga Rheinland eingeführt. Nur die ersten Vereine qualifizierten sich für die neue Liga, dies gelang den Irlichern mit 31:29 Punkten und dem neunten Platz jedoch nicht. Somit ging es in den nächsten Jahren erst einmal in der A-Klasse weiter.

### Abstiege und Zeit in der SG
Im Jahr 1964 konnte diese Klasse dann jedoch nicht mehr gehalten werden und der Verein musste in die Kreisliga absteigen, bereits ein Jahr später gelang jedoch der direkte Wiederaufstieg. Diesmal gelang es bis zum Jahr 1971 die Liga zu halten. Nach einer desaströsen Saison 1974/75, bei der man fast in die 2. Kreisliga hätte absteigen müssen, wurde schließlich beschlossen mit dem SV Feldkirchen eine Spielgemeinschaft zu gründen. Von der Saison 1975/76 spielte somit SG Feldkirchen/Irlich in der A-Klasse, den Platz in der 1. Kreisliga übernahm dann die zweite Mannschaft. In den folgenden Jahren konnte stets die Klasse gehalten werden und zudem waren noch zwei Vizemeisterschaften drin.

### Neuaufbau und steiler Aufstieg
Im Jahr 1981 wurde SG seitens der TSG jedoch aufgelöst. Alleine musste man nun in der Kreisliga B wieder antreten, hatte in den vergangenen Jahren jedoch eine starke Jugendmannschaft aufgebaut, die nun im Senioren-Bereich spielen sollte. Die Saison 1981/82 endete schließlich auf dem fünften Platz. Im Jahr 1986 gelang dann schließlich die Meisterschaft. Hier gelang ein weiteres Jahr später erneut die Meisterschaft, womit die Mannschaft schließlich wieder in der Bezirksliga spielen durfte. Im Jahr 1988 gelang schließlich auch wieder die Rückkehr in die Landesliga.
Hier gelang dann in der ersten Saison mit dem achten Platz auch gleich eine respektable Tabellenplatzierung. Doch bereits in der nächsten Saison ging es wieder um den Abstiegskampf, welcher jedoch am Ende erfolgreich gewonnen werden konnte. Somit folgten noch ein paar Jahre in der Landesliga, bis man diese im Jahr 1995 wieder verlassen musste. Die Spieler von damals waren mittlerweile größtenteils nicht mehr vorhanden und für neue Spieler kein Geld da, somit ging es dann in den folgenden Jahren bis hinunter in die B-Klasse.

### Gründung einer weiteren SG
Erneut gab es nun Schwierigkeiten neue Spieler für den Verein zu gewinnen, mit dem SV Hüllenberg wurde somit schließlich 1998 die SG Irlich/Hüllenberg gegründet. Zur Saison 2000/01 kam dann noch der SV Neuwied hinzu, von diesen wurde dann der Startplatz in der Landesliga übernommen, die zweite Mannschaft übernahm nun den ehemaligen Startplatz der ersten Mannschaft in der B-Klasse. In der Landesliga gelang in der nächsten Saison schließlich der Meistertitel und der Aufstieg in die Verbandsliga, die zweite Mannschaft in der B-Klasse gelang gleiches, womit diese diesmal auch den Aufstieg wahrnehmen konnten.
Aufgrund finanzieller Probleme gab es dann jedoch Unruhe in der SG und dies wirkte sich auch auf die Spieler aus und nachdem sogar noch der VfL Neuwied zur SG gestoßen war, verließen mehrere Spieler die SG und die erste Mannschaft musste wieder in die Landesliga absteigen. Die Saison 2003/04 war somit schwierig, womit viele Spieler aus der zweiten Mannschaft mit in die erste genommen werden mussten, dies schwächte diese so sehr, dass am Ende der Saison der Abstieg anstand. Die SG wurde zur darauffolgenden Saison dann auch aufgelöst und der TSG blieb nichts anderes übrig als den Startplatz der zweiten Mannschaft in der Kreisliga B anzunehmen. Seither tritt die Mannschaft auf Kreisligaebene an.